# Bayerische Heeresreform

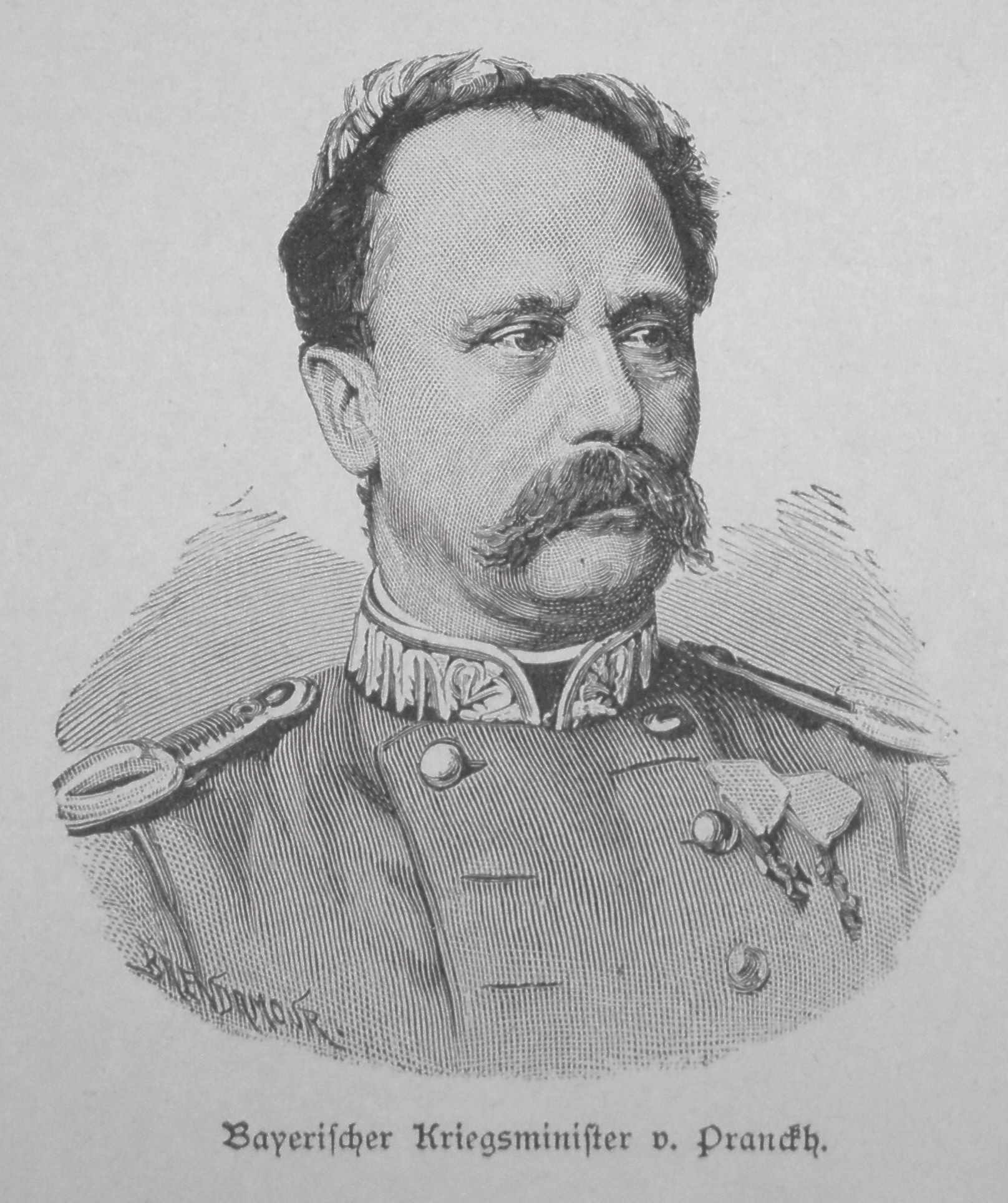
Kriegsminister von Pranckh

Die Bayerische Heeresreform war die Reform der Bayerischen Armee im Jahr 1868.
Nach den Erfahrungen im Deutschen Krieg von 1866 gegen Preußen und durch das mit Preußen abgeschlossene Schutz- und Trutzbündnis sah sich das Bayerische Kriegsministerium unter Siegmund Freiherr von Pranckh veranlasst, das Heer grundlegend nach preußischem Vorbild zu reorganisieren.
Die wichtigsten Maßnahmen waren:
- Änderung der Heeresergänzung (Abschaffung der Einsteher; Einführung der Wehrpflicht, Einführung des „Einjährig-freiwilligen Dienstes“ nach preußischem Muster und Dienstzeit von drei Jahren)
- Abschaffung der Landwehr, fortan wurde der Begriff „Landwehr“ für die älteren Jahrgänge der Reserve verwendet.
- Gründung des I. Generalkommandos in München und des II. Generalkommandos in Würzburg
- Ersatz der Vorderlader zunächst durch das Infanteriegewehr M/1858/67 (Podewils-Gewehr), einen zum Hinterlader umgebauten Vorderlader, und ab Mai 1870 durch das Werder-Gewehr M/1869
- Gleichstellung des Kadettenkorps mit dem Realgymnasium.
- Trennung von Armee und Gendarmerie.

Durch diese Reorganisation war es der Bayerischen Armee möglich, bis zum Deutsch-Französischen Krieg wieder Anschluss an die Weiterentwicklung des Militärwesens zu bekommen.

## Einzelnachweis
1. ↑  Wolf D. Gruner: Das Bayerische Heer 1825 bis 1864. Eine kritische Analyse der bewaffneten Macht Bayerns vom Regierungsantritt Ludwigs I. bis zum Vorabend des deutschen Krieges. Harald Boldt Verlag. Boppard am Rhein 1972, ISBN 3-7646-1562-1. S. 13.